# Sagoe (Simpang Tiga)
Sagoe is een bestuurslaag in het regentschap Pidie van de provincie Atjeh, Indonesië. Sagoe telt 260 inwoners (volkstelling 2010).